# Prix national de musique de Catalogne
Le Prix national de musique de Catalogne ( Premio Nacional de Música de Cataluña) fait partie des Prix nationaux de la culture de Catalogne (Premios Nacionales de Cultura de Cataluña) qui sont attribués chaque année par la Généralité de Catalogne, Espagne, en reconnaissance des travaux des lauréats. Le prix est doté d'une somme de 18 000 euros.
Le lauréat est choisi par un jury que préside le Conseiller à la Culture et est remis lors d'une cérémonie organisée en septembre ou octobre, présidée par le Président de la Generalité, en même temps que les autres Prix Nationaux de la Culture.
À partir de 2013, les différents prix ont été réunifiés sous la dénomination de Premi Nacional de Cultura.

## Lauréats
- 1992 : Orquestra Simfònica del Vallès (ca)
- 1994 : Manuel Oltra (compositeur)
- 1995 : Joan Guinjoan (compositeur)
- 1996 : Montserrat Torrent (organiste)
- 1997 : Xavier Montsalvatge (compositeur)
- 1998 : Anna Ricci (ca) (cantatrice)
- 1999 : Joaquim Homs (compositeur)
- 2000 : Josep Maria Mestres Quadreny (compositeur)
- 2001 : Josep Soler i Sardà (compositeur)
- 2002 : Joan Albert Amargós (compositeur)
- 2003 : Montserrat Caballé (cantatrice)
- 2004 : Alicia de Larrocha (pianiste)
- 2005 : Toti Soler (guitariste)
- 2006 : Orfeó Català (chœur)
- 2007 : Benet Casablancas (compositeur)
- 2008 : Antònia Font (groupe)
- 2009 : Jordi Savall (gambiste et chef d'orchestre)
- 2010 : Jordi Cervelló (en) (compositeur)
- 2011 : Miguel Poveda (chanteur de flamenco)
- 2012 : Festival Barnasants (es), dirigé par  Pere Camps (ca)